# Erydan (mitologia)
Erydan (stgr. Ἠριδανός Eridanós, łac. Eridanus) – w mitologii greckiej bóg i uosobienie rzeki o tej samej nazwie.
Uchodził za syna tytana Okeanosa i tytanidy Tetydy. Był bratem potamoi (bogów rzecznych) i okeanid (nimf morskich).
W rzece Erydan utonął Faeton, porażony gromem przez Zeusa za to, że skierował rydwan Heliosa zbyt blisko ziemi, co poskutkowało drastycznymi zmianami w klimacie.
Mityczny Erydan identyfikowany jest z gwiazdozbiorem Erydanu (Eridanus) oraz z Rodanem lub Padem.
Herodot (Dzieje 3,115) powątpiewał w istnienie Erydanu: osobiście nie przypuszczam, żeby barbarzyńcy nazywali Eridanem jakąś rzekę, uchodzącą do morza północnego, skąd, jak niesie wieść, bursztyn pochodzi, ani też nie wiem o istnieniu wysp Kassyteryd, skąd do nas cyna przybywa. Naprzód bowiem sama już nazwa Eridanos dowodzi, że jest nie barbarzyńska, lecz helleńska, stworzona przez jakiegoś poetę (tłum. Seweryn Hammer). 